# Mima Ito
Mima Ito (伊藤 美誠, Itō Mima; Iwata, 21 de outubro de 2000) é uma mesa-tenista profissional japonesa, medalhista olímpica.

## Carreira
Ito conquistou a medalha de bronze por equipes nos Jogos Olímpicos de 2016 com Ai Fukuhara e Kasumi Ishikawa. Ganhou duas medalhas em Tóquio 2020, das quais uma de ouro nas duplas mistas ao lado do Jun Mizutani e uma de prata nas equipes com Kasumi Ishikawa e Miu Hirano.